# گلس‌فیش

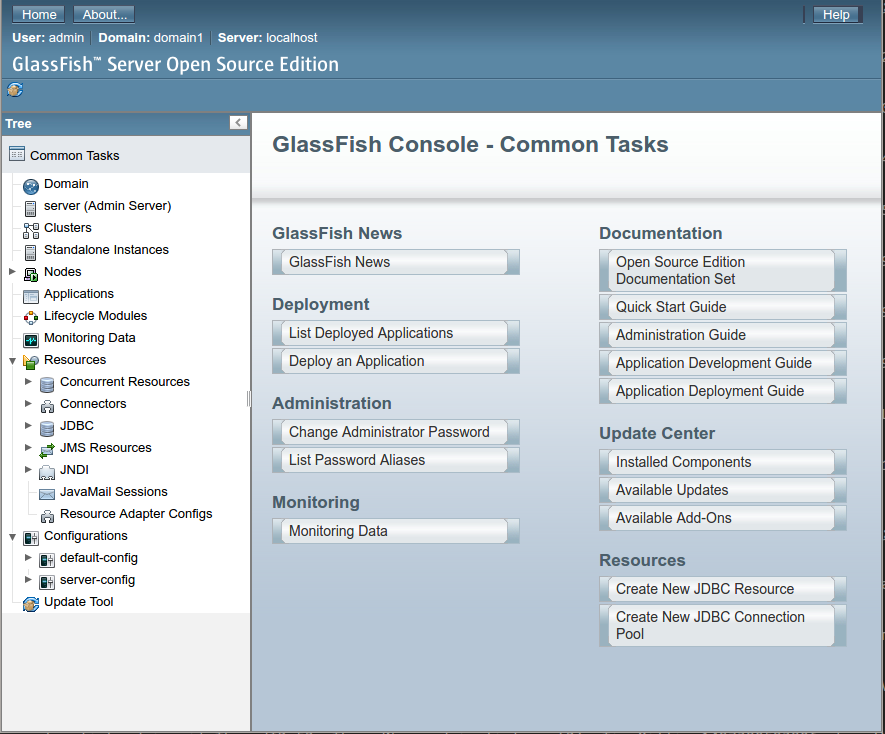
گلس‌فیش یک پروژه سرور برنامه کاربردی پلت فرم سکوی جاوا، نسخه سازمانی منبع باز است که توسط سان مایکروسیستمر آغاز شده و سپس توسط شرکت Oracle حمایت مالی شده

گلس‌فیش یک پروژه سرور برنامه کاربردی پلت فرم سکوی جاوا، نسخه سازمانی منبع باز است که توسط سان مایکروسیستمر آغاز شده و سپس توسط شرکت Oracle حمایت مالی شده و اکنون در بنیاد اکلیپس درحال توسعه می‌باشد و توسط Payara , Oracle و Red Hat پشتیبانی می‌شود. نسخه پشتیبانی شده زیرنظر شرکت اوراکل، Oracle GlassFish Server نام داشت. گلس‌فیش یک نرم‌افزار آزاد رایگان است.